# Ablution

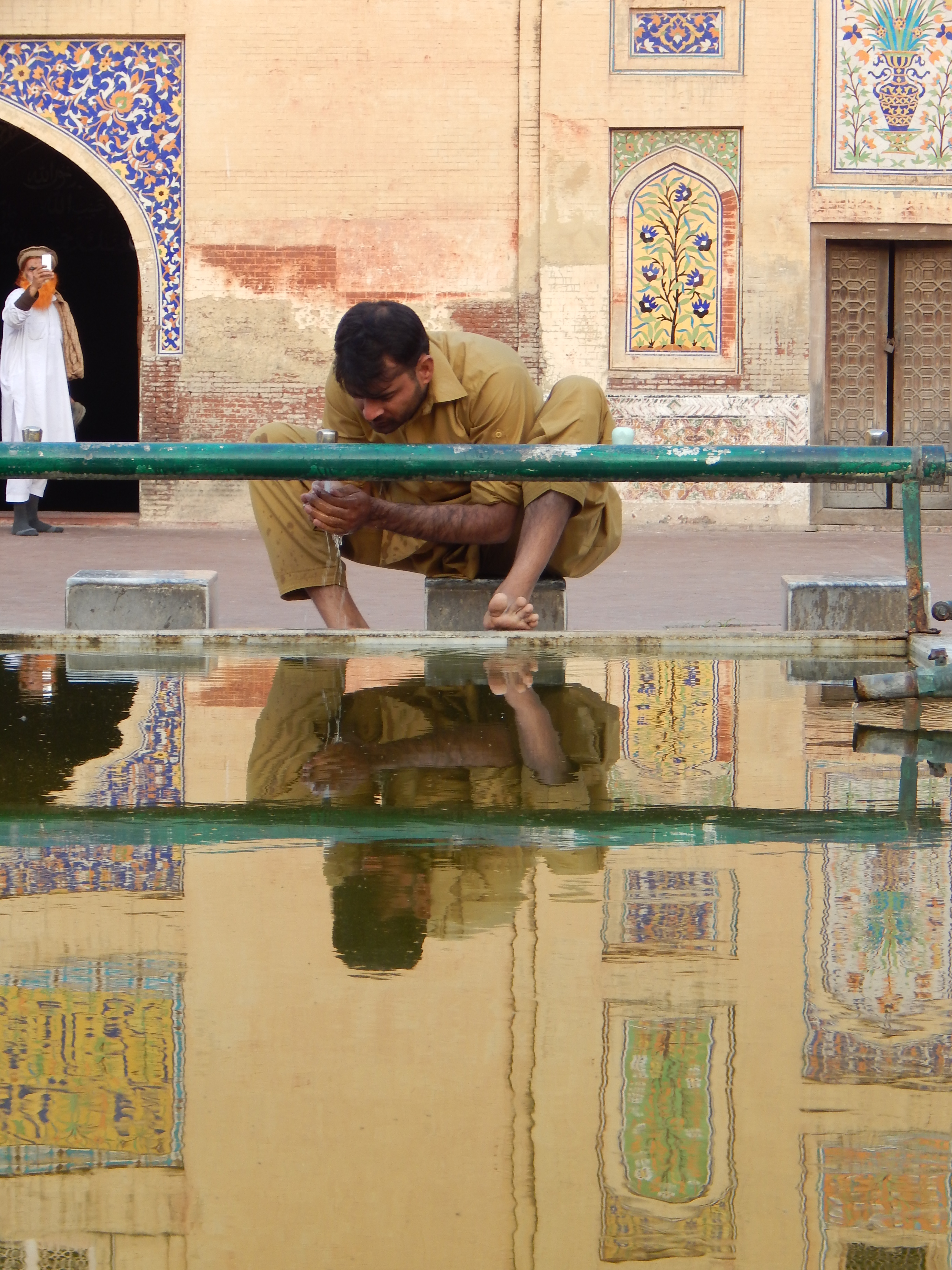
Mann bei der Ablution vor der Wazir-Khan-Moschee (Pakistan)

Ablution ist eine religiös vorgeschriebene Waschung eines Teils oder des ganzen Körpers oder von Objekten wie Kleidung oder zeremoniellen Gegenständen mit dem Ziel der Reinigung oder Weihe. In den meisten Fällen wird Wasser oder Wasser mit Salz oder einer anderen traditionellen Zutat verwendet, aber auch das Waschen mit Blut ist in der Geschichte der Religionen nicht ungewöhnlich, und in Indien wurde der Urin der heiligen Kuh verwendet.

## Beispiele
- Der gläubige Anhänger des Shintō spült Hände und Mund mit Wasser, bevor er sich einem Schrein nähert.
- Mönche der buddhistischen Theravāda-Tradition waschen sich vor der Meditation im Klosterbecken.
- Hindus der höheren Kaste nehmen vor der täglichen Morgenandacht (pūjā) im Haus ein zeremonielles Bad im Wasser.
- Das jüdische Gesetz verlangt von Frauen vor der Heirat und nach der Menstruation sowie von Neubekehrten das rituelle Untertauchen des ganzen Körpers. Auch das Waschen der Hände nach dem Aufstehen am Morgen und vor Mahlzeiten, die Brot enthalten, sind Beispiele für die Waschung im Judentum.
- Der römisch-katholische Priester (und die Priester einiger orthodoxer Kirchen), der die Eucharistiefeier zelebriert, bereitet sich durch rituelles Händewaschen am Waschbecken vor.
- Sieben Tage nach der Taufe durchlaufen die Neugetauften in den östlich-orthodoxen Kirchen oft eine Zeremonie, bei der die Stirn mit heiligem Öl gewaschen wird.
- In einigen Brüdergemeinden in den ländlichen Gebieten der Vereinigten Staaten wird zu bestimmten Anlässen eine zeremonielle Fußwaschung durchgeführt.
- Die muslimische Frömmigkeit verlangt, dass die Gläubigen vor jedem der fünf täglichen Gebete Hände, Füße und Gesicht waschen; wo kein Wasser zur Verfügung steht, ist die Verwendung von Sand erlaubt.

## Bedeutung
Wie die meisten rituellen Handlungen kann auch die Waschung für den, der sie vollzieht, ein breites Spektrum von Bedeutungen haben. Der Makel der rituellen Unreinheit kann als ebenso real empfunden werden wie die Ansteckung mit unsichtbaren Keimen für den medizinisch denkenden Menschen. Der Akt der Reinigung kann nur eine Geste sein, symbolisch für die angestrebte Reinheit der Seele. Oder, wie Carl Jung und andere in ihren Studien über unbewusste Elemente in religiöser Symbolik vorgeschlagen haben, können sowohl objektive als auch subjektive Aspekte in der rituellen Handlung verschmolzen sein.